# 기둥형 고른 다면체

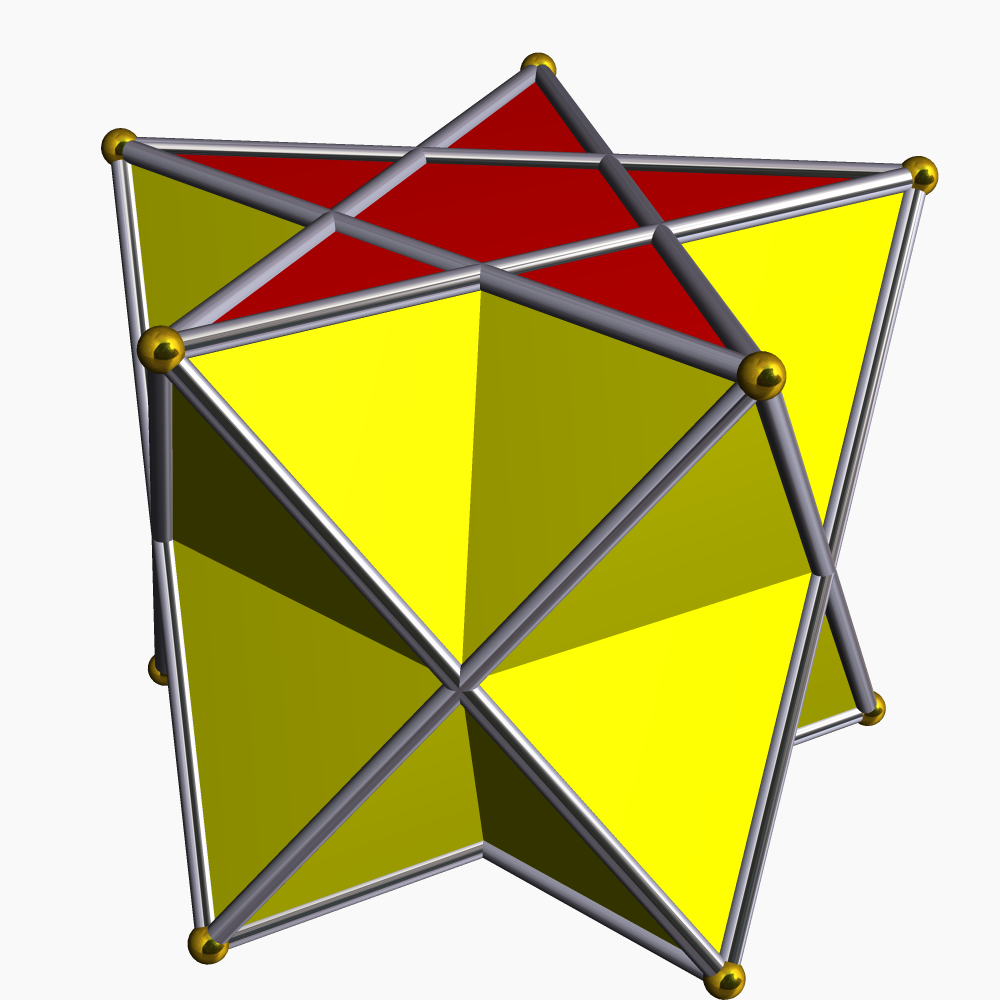
별 엇오각기둥은 두 오각성과 정삼각형 10개로 만들어졌다.

기하학에서 기둥형 고른 다면체는 이면체 대칭을 가지는 고른 다면체이다. 두 종류의 무한한 족이 존재한다: 고른 각기둥과 고른 엇각기둥이다. 모든 꼭짓점은 평행한 면에 있기 때문에 기둥형 다면체이다.

## 꼭짓점 배치와 대칭군
이것들은 점추이이기 때문에 꼭짓점 배열은 유일하게 대칭군에 대응된다.
각기둥과 엇각기둥 대칭군 간의 차이는 Dph는 꼭짓점이 두 평면에 정렬되어 있고, 그 평면은 (다각형 {p/q}에 평행한) p-접힌 축에 수직인 반사면을 만든다; 반면에 Dpd는 꼭짓점이 다른 평면에 대하여 상대적으로 꼬여있고, 회전 반사를 갖게 된다. 각각은 p-접힌 축을 포함하는 p 반사면을 가진다.
Dph 대칭군은 p가 짝수일 때만 점대칭을 가지고, Dpd은 p가 홀수일 때만 점대칭을 가진다.

## 열거
다음과 같은 종류가 있다:
- 각기둥, 모든 유리수 p/q > 2에 대해서, 대칭군 Dph을 가진다;
- 엇각기둥, 모든 유리수 p/q > 3/2에 대해서, q가 홀수 일 때는 대칭군 Dpd을 가지고, q가 짝수일 때는 대칭군 Dph을 가진다.

p/q가 정수일 때, 즉 q = 1일 때, 각기둥 또는 엇각기둥은 볼록이다. (분수는 항상 가장 간단한 형태로 나타냈다고 가정한다.)
p/q < 2인 엇각기둥은 교차되거나 역행한다; 그 꼭짓점 도형은 나비 넥타이를 닮았다. 만약 p/q ≤ 3/2인 고르지 않은 엇각기둥이 존재할 수 있다면, 그 꼭짓점 도형은 삼각 부등식을 만족하지 않는다.

## 그림
주석: 정사면체, 정육면체, 그리고 정팔면체는 여기에 이면체 대칭으로 기술되었다(각각 엇이각기둥, 사각기둥 그리고 엇삼각기둥으로 나타내었다), 비록 균일하게 색칠되었을지라도, 정사면체는 정사면체 대칭을 가지고, 정육면체와 정팔면체는 정팔면체 대칭을 가진다.
| 대칭군                | 볼록     | 별모양     | 별모양     | 별모양     | 별모양    | 별모양     | 별모양     | 별모양     |
| --------------------- | -------- | ---------- | ---------- | ---------- | --------- | ---------- | ---------- | ---------- |
| d2d [2+,2] (2*2)      | 3.3.3    |            |            |            |           |            |            |            |
| d3h [2,3] (*223)      | 3.4.4    |            |            |            |           |            |            |            |
| d3d [2+,3] (2*3)      | 3.3.3.3  |            |            |            |           |            |            |            |
| d4h [2,4] (*224)      | 4.4.4    |            |            |            |           |            |            |            |
| d4d [2+,4] (2*4)      | 3.3.3.4  |            |            |            |           |            |            |            |
| d5h [2,5] (*225)      | 4.4.5    | 4.4.5/2    | 3.3.3.5/2  |            |           |            |            |            |
| d5d [2+,5] (2*5)      | 3.3.3.5  | 3.3.3.5/3  |            |            |           |            |            |            |
| d6h [2,6] (*226)      | 4.4.6    |            |            |            |           |            |            |            |
| d6d [2+,6] (2*6)      | 3.3.3.6  |            |            |            |           |            |            |            |
| d7h [2,7] (*227)      | 4.4.7    | 4.4.7/2    | 4.4.7/3    | 3.3.3.7/2  | 3.3.3.7/4 |            |            |            |
| d7d [2+,7] (2*7)      | 3.3.3.7  | 3.3.3.7/3  |            |            |           |            |            |            |
| d8h [2,8] (*228)      | 4.4.8    | 4.4.8/3    |            |            |           |            |            |            |
| d8d [2+,8] (2*8)      | 3.3.3.8  | 3.3.3.8/3  | 3.3.3.8/5  |            |           |            |            |            |
| d9h [2,9] (*229)      | 4.4.9    | 4.4.9/2    | 4.4.9/4    | 3.3.3.9/2  | 3.3.3.9/4 |            |            |            |
| d9d [2+,9] (2*9)      | 3.3.3.9  | 3.3.3.9/5  |            |            |           |            |            |            |
| d10h [2,10] (*2.2.10) | 4.4.10   | 4.4.10/3   |            |            |           |            |            |            |
| d10d [2+,10] (2*10)   | 3.3.3.10 | 3.3.3.10/3 |            |            |           |            |            |            |
| d11h [2,11] (*2.2.11) | 4.4.11   | 4.4.11/2   | 4.4.11/3   | 4.4.11/4   | 4.4.11/5  | 3.3.3.11/2 | 3.3.3.11/4 | 3.3.3.11/6 |
| d11d [2+,11] (2*11)   | 3.3.3.11 | 3.3.3.11/3 | 3.3.3.11/5 | 3.3.3.11/7 |           |            |            |            |
| d12h [2,12] (*2.2.12) | 4.4.12   | 4.4.12/5   |            |            |           |            |            |            |
| d12d [2+,12] (2*12)   | 3.3.3.12 | 3.3.3.12/5 | 3.3.3.12/7 |            |           |            |            |            |
| ...                   |          |            |            |            |           |            |            |            |

## 같이 보기
- 고른 다면체
- 각기둥
- 엇각기둥

## 참조
- Coxeter, Harold Scott MacDonald; Longuet-Higgins, M. S.; Miller, J. C. P. (1954). “Uniform polyhedra”. 《Philosophical Transactions of the Royal Society of London. Series A. Mathematical and Physical Sciences》 (The Royal Society) 246 (916): 401–450. doi:10.1098/rsta.1954.0003. ISSN 0080-4614. JSTOR 91532. MR 0062446.
- Cromwell, P.; Polyhedra, CUP, Hbk. 1997, ISBN 0-521-66432-2. Pbk. (1999), ISBN 0-521-66405-5. p.175
- Skilling, John (1976), “Uniform Compounds of Uniform Polyhedra”, 《Mathematical Proceedings of the Cambridge Philosophical Society》 79 (3): 447–457, doi:10.1017/S0305004100052440, MR 0397554.